# توخلیا
توخلیا (به لاتین: Tuchla) یک منطقهٔ مسکونی در لهستان است که در Gmina Laszki واقع شده‌است.